# (177) Irma
(177) Irma es un asteroide perteneciente al cinturón de asteroides descubierto el 5 de noviembre de 1877 por Paul Pierre Henry desde el observatorio de París, Francia. Se desconoce la razón del nombre.

## Características orbitales
Irma orbita a una distancia media de 2,769 ua del Sol, pudiendo acercarse hasta 2,111 ua y alejarse hasta 3,427 ua. Tiene una excentricidad de 0,2378 y una inclinación orbital de 1,389°. Emplea 1683 días en completar una órbita alrededor del Sol.